# Пихтовка (Воткінський район)
Пи́хтовка (рос. Пихтовка) — село (до 2004 року селище) у Воткінському районі Удмуртії, Росія.
Населення становить 468 осіб (2010, 510 у 2002).
Національний склад (2002):
- росіяни — 54 %
- удмурти — 45 %

Урбаноніми:
- вулиці — Зелена Молодіжна, Нова, Ставкова, Центральна

Село розташоване на лівому березі річки Велика Ківара в її межиріччі з Сівою. Відоме своїм риборозвідним господарством, яке має декілька ставків в межиріччі та на лівому березі Великої Ківари.